# Mowag Piranha IB 6×6
Der Mowag Piranha IB 6×6 ist ein Radpanzer des Schweizer Unternehmens Mowag.

## Geschichte und Entwicklung
Als erster Piranha überhaupt wurde der 1972 gebaute Piranha IB 6×6 mit diversen technischen Innovationen wie dem zu der Zeit modern ausgelegten Laufwerk mit Einzelradaufhängung, kompakter Antriebsgruppe vorne rechts im Fahrzeug, amphibischem Antrieb (zwei Schiffsschrauben) und anderem mehr ausgerüstet und gab so die Konstruktionsvorlage aller bis heute gebauten Piranhas vor. Der Prototyp wurde mit verschiedenen Motoren und verschiedener Ausstattung mehrmals potenziellen Kunden vorgeführt, wie zum Beispiel der kanadischen Armee, wo mit diesem Fahrzeug der Durchbruch des Produktes Piranha gelang und die ersten Bestellungen für den Piranha eingingen.
In der Schweizer Armee wurde der Piranha 6×6 mit Lenkwaffen BGM-71 TOW als Panzerjäger 90 eingesetzt, zahlreiche Fahrzeuge wurden zum Kommandopanzer umgebaut.
Der Prototyp steht heute zusammen mit einem Piranha Sanitätspanzer im Schweizerischen Militärmuseum Full.

## Nutzer
- Schweizer Armee
- Kanadisches Heer
- Polizeieinheit Diamant
- Kantonspolizei Zürich